# 品川区立戸越小学校
品川区立戸越小学校（しながわくりつ とごし しょうがっこう）は 東京都品川区にある公立小学校。

## 概要
東急大井町線の戸越公園駅の近くにあり、戸越公園に隣接している。1932年まで現・戸越公園及び戸越小学校一帯は、三井合名会社社長の屋敷であった。学校の周りが自然に囲まれていたことから、開校当日の朝日新聞で東京一の学校と紹介された。通学地域は豊町、戸越の一部。

### 併設施設
- すまいるスクール戸越
- ことばの教室

## 沿革
- 1934年6月28日 - 東京市戸越尋常小学校開校
- 1941年4月1日 - 東京市戸越国民学校に校名変更
- 1943年7月1日 - 東京都戸越国民学校に校名変更
- 1944年 - 校歌制定
- 1944年8月28日 - 第一回学童集団疎開 富山県婦負郡八尾町、神保村、杉原町
- 1945年4月 - 第二回学童集団疎開
- 1945年5月24日 - 空襲のため校舎一部焼失
- 1947年4月1日 - 東京都品川区立戸越小学校に校名変更
- 1960年7月18日 - プール竣工
- 1968年11月18日 - 体育館落成
- 2009年6月 - 校舎耐震工事
- 2018年9月26日 - グラウンド人工芝完成

## 交通
- 東急大井町線 戸越公園駅より 徒歩5分
- 都営地下鉄浅草線戸越駅より 徒歩8分[3]